# كككين هتلي (بيدفوردشير)
كككين هتلي (بالإنجليزية: Cockayne Hatley)‏ هي قرية تقع في المملكة المتحدة في Central Bedfordshire.  يقدر عدد سكانها بـ 75 نسمة .